# Джаффе, Талесин
Талесин Аксельрод Армстронг Джаффе (англ. Taliesin Axelrod Armstrong Jaffe, род. 19 января 1977 года в Лос-Анджелесе, штат Калифорния, США) — американский актёр озвучивания, актёр, режиссёр озвучивания и сценарист. Изначально став относительно известным как ребёнок-актёр за свои роли в фильмах «Мистер мама» и «Космическая одиссея 2010», он впоследствии ушёл преимущественно в озвучивание. Помимо озвучки в японской анимации и играх он также прославился своим участием в веб-шоу Critical Role, где он вместе со своими друзьями и коллегами по цеху играет в настольные ролевые игры.

## Биография
Джаффе родился и вырос в Лос-Анджелесе, в семье продюсера Роберта Джаффе и актрисы Нины Аксельрод; его дедушка по маме — прославленный сценарист и драматург Джордж Аксельрод, по отцу — продюсер Херб Джаффе. У Талесина есть два брата и сестра.

## Карьера
Родные задействовали Талесина в эпизодических съёмках уже с семи месяцев; уже в сознательном возрасте Джаффе сыграл в «Мистере маме», «Космической одиссее 2010», сериале «Она шериф» и нескольких других малоизвестных работах вплоть до 15 лет, прежде чем понял, что работа перед камерой ему не интересна.
Озвучиванием Джаффе отчасти побудило заниматься плохое качество американской озвучки аниме того времени; в подростковом возрасте он основал аниме-клуб, где с друзьями переозвучивал любимые сериалы. Через какое-то время после этого Талесин записал демо; утверждать его на роли долгое время не хотели и лишь взяли режиссёром в Pioneer Entertainment. Но благодаря участию в фанатских переозвучаниях аниме Джаффе в итоге всё же удалось закрепиться и стать успешным и в этой сфере.

### Critical Role
С частью будущего каста Critical Role Талесин Джаффе неоднократно пересекался по работе — так, с Трэвисом Уиллингхэмом и Лорой Бэйли он познакомился, когда все трое работали над озвучкой аниме «Бек: Восточная Ударная Группа». Некоторое время спустя Джаффе поспособствовал их утверждению на роли в игре серии Street Fighter. Что же до Сэма Ригела и Лиама О’Брайена, Джаффе в своё время утвердил обоих на роли братьев в аниме «Прочти или умри». С Мэттом Мерсером он пересёкся и сдружился благодаря косплею, а затем совместным веб-сериалам и иным проектам. С Маришей Рэй Талесин был знаком через Мэтта, позже он работал с ней над веб-сериалом Batgirl: Spoiled.
На момент начала домашней НРИ-кампании, переросшей в шоу Critical Role, Талесин близко общался только с Мерсером и Рэй, с остальными же он сдружился уже по её ходу.
В первой кампании Critical Role (и в её экранизации — анимационном сериале «Легенда о Vox Machina», одним из продюсеров которого выступил Джаффе) Талесин играл за человека-стрелка Персиваля Фредрикштайна фон Мюзэла Клоссовски де Роло III, во второй — за тифлинга-кровавого охотника Моллимока Тилифа, фирболга-жреца Кадуцея Клэя и тифлинга-кровавого охотника Кингсли Тилифа; в настоящий момент Джаффе играет в третьей кампании шоу за варвара-дженази земли Эштона Греймора. Он также проводил и участвовал как игрок во многих одиночных играх («ваншотах») под брендом шоу.
В тот период, пока Critical Role производилось командой и было частью сетки канала Geek & Sundry, Талесин был ведущим некоторых других шоу канала, таких как The Wednesday Club, Gather Your Party и Signal Boost. Когда Critical Role отделились и ушли за свой собственный канал на Twitch и YouTube, Талесин какое-то время вёл MAME Drop — стрим, где он и его гости играли в старые игры на аркадном автомате и озвучивал «роль» в передаче Travis Willingham’s Yeehaw Game Ranch.

## Фильмография

### Аниме
| Год       | Название                                | Роль                                |
| --------- | --------------------------------------- | ----------------------------------- |
| 1999      | Нанако                                  | Врач                                |
| 2000      | Ния под семёркой                        | Кот Вакаба                          |
| 2001      | Ну и ну! Земляничные яйца               | Мори Кодзи                          |
| 2001      | Хеллсинг                                | дополнительные голоса               |
| 2003      | Texhnolyze                              | Инуи                                |
| 2004      | Стальной алхимик                        | дополнительные голоса               |
| 2004      | Melody of Oblivion                      | Ник                                 |
| 2004      | DearS                                   | Такэя Икухара                       |
| 2004—2005 | BECK: Mongolian Chop Squad              | Кит, Стив                           |
| 2005—2006 | Black Cat                               | Прета Гул                           |
| 2006      | Эрго Прокси                             | дополнительные голоса               |
| 2006      | School Rumble                           | дополнительные голоса               |
| 2006      | Гостевой клуб лицея Оран                | дополнительные голоса               |
| 2006—2009 | Hellsing Ultimate                       | дополнительные голоса               |
| 2009—2011 | One Piece. Большой куш                  | Бэзил Хокинс, дополнительные голоса |
| 2012      | Aquarion EVOL                           | Кагура, дополнительные голоса       |
| 2012      | Fairy Tail the Movie: Phoenix Priestess | Дист                                |
| 2014      | Mobile Suit Gundam Unicorn 7            | Аарон Терзиефф                      |
| 2014      | Black Butler: Book of Murder OVA        | Артур Конан Дойл                    |
| 2015—2016 | Хеталия и страны Оси                    | Англия                              |
| 2015—2016 | Fairy Tail                              | Скиадрам                            |
| 2016—2017 | Tales of Zestiria the X                 | Бартлоу, Айзен                      |

### Анимация
| Год       | Название                     | Роль                                                            |
| --------- | ---------------------------- | --------------------------------------------------------------- |
| 2012      | Street Fighter x Tekken Vita | Бланка                                                          |
| 2015      | The Story of Vox Machina     | Персиваль Фредрикштайн фон Мюзэл Клоссовски де Роло III (Перси) |
| 2022—2023 | Легенда о Vox Machina        | Персиваль Фредрикштайн фон Мюзэл Клоссовски де Роло III (Перси) |

### Веб-сериалы/шоу
| Год          | Название                               | Роль |
| ------------ | -------------------------------------- | --- |
| 2015 — н. в. | Critical Role                          | Персиваль Фредрикштайн фон Мюзэл Клоссовски де Роло III (Перси), Моллимок Тилиф, Кадуцей Клэй, Эштон Греймор и др. |
| 2016—2017    | Signal Boost                           | ведущий |
| 2016—2018    | Gather Your Party                      | ведущий |
| 2017         | Sagas of Sundry: Dread                 | Кейден |
| 2017—2019    | The Wednesday Club                     | ведущий |
| 2018—2021    | Vampire: The Masquerade: L.A. By Night | Карвер |
| 2019         | MAME Drop                              | ведущий |
| 2019—2020    | Travis Willingham’s Yeehaw Game Ranch  | Баст’Алар, Альфред Дингбэт                                                                                         |

### Игры
| Год  | Название                                          | Роль                                     |
| ---- | ------------------------------------------------- | ---------------------------------------- |
| 2004 | Suikoden IV                                       | Налкул                                   |
| 2004 | World of Warcraft                                 | Верховный лорд Дарион Могрейн            |
| 2004 | Suikoden Tactics                                  | Налкул                                   |
| 2006 | Suikoden V                                        | Цвайг                                    |
| 2006 | Valkyrie Profile 2: Silmeria                      | Руфус                                    |
| 2007 | Final Fantasy IV (ремейк для Nintendo DS)         | Эдвард «Эдж» Джеральдин                  |
| 2008 | Street Fighter IV                                 | Бланка                                   |
| 2008 | Infinite Undiscovery                              | Юджин                                    |
| 2008 | World of Warcraft: Wrath of the Lich King         | Верховный лорд Дарион Могрейн            |
| 2008 | Mortal Kombat vs. DC Universe                     | Флэш                                     |
| 2010 | Super Street Fighter IV                           | Бланка, Адон                             |
| 2010 | Final Fantasy XIV                                 | Танкред                                  |
| 2010 | World of Warcraft: Cataclysm                      | Адмирал Терзающий Рёв                    |
| 2012 | Street Fighter X Tekken                           | Бланка                                   |
| 2015 | God Eater 2: Rage Burst                           | Харуми Макабе                            |
| 2015 | Pillars of Eternity                               | Ульрик                                   |
| 2015 | Fallout 4                                         | Автоматрон                               |
| 2016 | Street Fighter V                                  | Бланка                                   |
| 2017 | Tales of Berseria                                 | Айзен                                    |
| 2017 | Danganronpa 3: The End of Hope's Peak High School | Таро Куросаки                            |
| 2017 | Fire Emblem Heroes                                | Бруно, Наварре                           |
| 2017 | Injustice 2                                       | Флэш / Барри Аллен                       |
| 2017 | Fire Emblem Warriors                              | Наварре                                  |
| 2017 | Pillars of Eternity II: Deadfire                  | Эотас, Персиваль <…> де Роло III (Перси) |
| 2018 | LEGO DC Super-Villains                            | Саймон Баз                               |
| 2018 | Soulcalibur VI                                    | Азвел                                    |
| 2020 | World of Warcraft: Shadowlands                    | Верховный лорд Дарион Могрейн            |
| 2021 | Tales of Arise                                    | Айзен                                    |
| 2022 | Horizon Forbidden West                            | Турлис                                   |
| 2022 | Elex II                                           | Джакс                                    |
| 2022 | World of Warcraft: Dragonflight                   | Дракомандир Саркарет                     |

### Кино и сериалы
| Год       | Название                 | Роль            |
| --------- | ------------------------ | --------------- |
| 1983      | Мистер мама              | Кенни Батлер    |
| 1984      | Космическая одиссея 2010 | Кристофер Флойд |
| 1987—1989 | Она шериф                | Кенни Грейнжер  |

## Личная жизнь
В 2017 году Джаффе в эфире шоу Wednesday Club признался в бисексуальной ориентации.